# Calineuria
Calineuria és un gènere d'insectes plecòpters pertanyent a la família dels pèrlids.

## Distribució geogràfica
Es troba a Nord-amèrica i el Japó.

## Taxonomia
- Calineuria californica (Banks, 1905)[4]
- Calineuria crassicauda Uchida, 1983
- Calineuria infurcata Uchida, 1990
- Calineuria jezoensis (Okamoto, 1912)
- Calineuria komatsui Uchida, 1990
- Calineuria pectinata Uchida, 1990
- Calineuria stigmatica (Klapalek, 1907)[3][5]